# Pedro Monzón
Pedro Damián Monzón (Goya, Corrientes, 23 de febrero de 1962) es un exfutbolista profesional y actual director técnico argentino. Jugaba como marcador central y su primer equipo fue el Club Atlético Independiente. Con la selección argentina de fútbol fue subcampeón de en Italia 1990, donde  se transformó en el primer jugador en ser expulsado en la final de una Copa del Mundo.
Jugó en diferentes clubes pero se destacó especialmente en Independiente, donde ganó cuatro títulos, incluyendo la Copa Intercontinental de 1984.

## Trayectoria

### Como jugador

#### Sus inicios
Monzón dio sus primeros pasos en el club Huracán de Goya, hincha fanático del sabalero goyano. A los 15 años, decidió probar suerte en Buenos Aires, hacia donde se dirigió para probarse en distintas instituciones. En el año 1977 logró ingresar en Rosario Central y permaneció allí hasta el año 1979, cuando fue puesto en libertad de acción con edad de Cuarta División. 
Juntando monedas como limpiador de vidrieras la siguió luchando y consiguió una prueba en Independiente, club en el cual pasaría la mayor (y mejor) parte de su carrera deportiva. Se incorporó a las inferiores en el año 1980, pasando poco tiempo para que ascendiera al plantel de Primera División.

#### Independiente
Jugó allí durante 11 años, en los cuales festejó cuatro títulos (dos torneos locales, una Copa Libertadores y una Copa Intercontinental), donde templó el carácter que lo describiría, tanto dentro como fuera del campo de juego.
En 1985 fue cedido a préstamo a Unión de Santa Fe, donde jugó pocos partidos. Tras su regreso, fueron varios los vaivenes que tuvo que sufrir, con dos intentos de la dirigencia de dejarlo en libertad de acción. Pero siempre alguna circunstancia hizo que Monzón no se tuviese que alejar de Independiente. Sin lugar a dudas, el mayor espaldarazo lo recibió de parte de Carlos Salvador Bilardo, entrenador de la Selección Argentina, quien decidió comenzar a citarlo para formar parte de la misma tras la mala Copa América del año 1987 disputada en nuestro país. Dicha situación evitó que el presidente de Independiente decidiese su cesación.

#### Debacle deportiva
Las cosas no fueron las mismas desde su regreso del Mundial de Italia 1990. Si bien continuó luchando títulos con el "Rojo" de Avellaneda, a mitad de la temporada 91/92 se decidió su traspaso a Barcelona de Ecuador. Seis meses después regresaría al país para jugar en Huracán, donde disputó 23 partidos con la camiseta del "Globo". Sus actuaciones irregulares hicieron que Monzón bajara una categoría, defendiendo los colores de Quilmes. 
Tras un parate, en la primera mitad del año 1995 se incorporó a Alianza Lima de Perú, y tras seis meses, regresó al país para formar parte de Atlético Tucumán. En el segundo semestre de 1996 emigró nuevamente, esta vez hacia Chile, donde se incorporó a Santiago Wanderers, club en el que fue suspendido por un dopaje positivo de cocaína.
Una vez en la Argentina, Monzón continuó con la idea de seguir ligado al mundo del fútbol como jugador. Llegó a probarse en instituciones de la Primera C, pero finalmente terminó colaborando con la formación de jugadores en Arsenal de Sarandí. 
Su situación económica era tan precaria a causa de su adicción que lo llevó a vivir de prestado en una instalación del "Viaducto" de Sarandí. De esa triste manera, se ponía punto final a la carrera como futbolista del "Moncho", tras haber jugado un total de 335 partidos como profesional del fútbol, en los cuales marcó 11 goles.
Al mismo tiempo que colaboraba en Arsenal, había logrado armar una escuelita de fútbol que funcionaba justo frente a Plaza Miserere, en el barrio porteño de Balvanera, frente a la populosa terminal ferroviaria de "Once". Fue por aquella época, que se acercó al evangelismo de la mano del mediático pastor Hugo Aníbal Giménez. Esto lo llevó a reconocer públicamente su problema de adicción a las drogas, trabajando también en la promoción de los cultos del Ministerio que llevaba a cargo el religioso. Allí fue reconocido por distintas personalidades del fútbol que le dieron una mano para recomponer sus cosas, tanto en su vida personal como en la profesional.

### Como entrenador
La oportunidad de poder dirigir a un primer equipo llegó cuando se incorporó a los Potros Zitácuaro de México en el año 2003, equipo de la segunda división del fútbol azteca.
A su regreso, se incorporó para formar parte del plantel de entrenadores juveniles del Club Atlético Independiente. El turbulento momento deportivo de la institución de Avellaneda lo depositó casi sin querer en el banquillo de entrenador del Primer Equipo en la finalización del Torneo Apertura 2004, en el cual la pasó mal por un "apriete" de barras previo a un juego que terminaría deparando en el campeonato de Newell´s Old Boys, quedando como anécdota un duro cruce verbal con Américo Rubén Gallego, entrenador "Leproso".
Sus diferencias con el presidente Julio Comparada sobre la utilización de un por entonces juvenil Sergio Agüero terminaron por expulsarlo del "Rojo".
En el año 2005, algunos contactos ecuatorianos le permitieron acceder al banquillo del Olmedo. En septiembre de 2005, Monzón fue suspendido por la Federación Ecuatoriana de Fútbol tras agredir con un golpe al referí Alfredo Intriado. Monzón declararía luego que el altercado se había producido con un alcanzapelotas del equipo rival que hacía tiempo, y de hecho la sanción le fue luego retirada.
En el año 2006 emigró nuevamente hacia México, donde tenía depositada sus esperanzas de poder desarrollarse como entrenador, teniendo en cuenta la competitividad de los certámenes del fútbol azteca. Allí primero dirigió a los Tiburones Rojos de Coatzacoalcos, filial de los Tiburones Rojos del Veracruz, al cual terminaría dirigiendo tras la salida del entrenador Víctor Vucetich.
Ya regresado al país, pasó un año para que el “Moncho” pudiese retomar la actividad, esta vez como entrenador de Chacarita Juniors, club en el cual no terminó su mandato pero que luego ascendería a la máxima categoría. Otro “parate” de un año se culminó cuando en el 2010 asumió la dirección técnica de Juventud Antoniana de Salta, club en el cual le fue de manera irregular (7 victorias, 3 empates, 6 derrotas).
Tuvo un corto regreso a la ciudad donde lo vio nacer, en la cual durante el verano del 2010 se encargó de dirigir a un pequeño equipo llamado Deportivo GB, en una Copa de Verano, logrando ubicarse entre los primeros cuatro puestos al perder en el último minuto la semifinal. 
Ya instalado como “entrenador del ascenso”, Monzón se hizo cargo en el 2011 de San Martín de Tucumán, estuvo al frente del “Santo” tucumano hasta que en la previa de un partido ante Libertad de Sunchales agredió al gerente de la institución, Juan Carlos Ardiles. A pesar de dirigir el partido, Monzón tuvo que comparecer ante la Justicia tras la correspondiente denuncia, y esto motivó a la dirigencia tucumana a prescindir de sus servicios.
Hasta ese momento, San Martín mantenía un invicto de 18 partidos, habiendo clasificado para la ronda final del interminable torneo Argentino “A”.
Se incorporó a Tiro Federal de Rosario, otro equipo de la misma divisional pero con el que las cosas no le fueron tan bien. De hecho, en febrero de este año, tras una serie negativa de partidos que lo clasificaron para la Zona Reválida (la que mantiene la categoría), había amagado con renunciar. Finalmente el entrenador, quien aún mantenía relación de palabra con la institución, decidió aceptar la oferta realizada por el Club Atlético Platense para hacerse cargo de su primer plantel, donde estuvo cerca de lograr un ascenso a la Primera B Nacional.
En abril de 2014 se hizo cargo de la dirección técnica de Flandria, que se encontraba a punto de perder la categoría. Logró un buen promedio de puntos pero no logró evitar el descenso a la Primera C. Sin embargo, en la segunda mitad del año, consigue ascender y devolver al equipo a la Primera B Metropolitana.
Para la temporada 2015 asume en Tristán Suárez.
Para la temporada 2016 asume en Güemes de Santiago del Estero del Torneo Federal A.
Entre 2017 y 2021 fue entrenador de Argentino de Quilmes de la Primera C logrando el ascenso a la Primera B en 2019.

## Selección nacional
Formó parte de un seleccionado juvenil que disputó en Francia el jerarquizado torneo "Esperanzas de Toulón" en el año 1983. Pero tras aquella experiencia, no había logrado ser convocado para otra instancia, quedando fuera también del Mundial México 1986 y de la Copa América Argentina 1987. Fue, precisamente, tras la mala actuación del seleccionado Argentino se decidió sumarlo a los trabajos previos del seleccionado que representaría a la Argentina en los Juegos Olímpicos de Seúl 1988, bajo la dirección técnica de Carlos Pachamé.
A pesar de la eliminación en cuartos de final, Monzón continuó en la consideración de Bilardo, quien lo convocó luego para disputar la Copa América Brasil 1989 y el Mundial Italia 1990, en el cual se dio el gusto de convertir el gol de la transitoria victoria ante Rumania y el disgusto de ser el primer jugador en la historia de los mundiales en ser expulsado en el desarrollo de una final, tras aplicarle un puntazo al recordado delantero alemán Jürgen Klinsmann. 
Tras la Copa del Mundo, no fue tenido más en cuenta por los sucesivos entrenadores del seleccionado nacional, cerrando así su ciclo en el mismo.

### Participaciones en Copas del Mundo
| Mundial              | Sede   | Resultado  |
| -------------------- | ------ | ---------- |
| Copa Mundial de 1990 | Italia | Subcampeón |

## Clubes

### Como jugador
| Club               | País      | Año       |
| ------------------ | --------- | --------- |
| Independiente      | Argentina | 1980-1985 |
| Unión de Santa Fe  | Argentina | 1985      |
| Independiente      | Argentina | 1986-1991 |
| Barcelona          | Ecuador   | 1992      |
| Huracán            | Argentina | 1992-1993 |
| Quilmes            | Argentina | 1993-1994 |
| Alianza Lima       | Perú      | 1995      |
| Atlético Tucumán   | Argentina | 1995-1996 |
| Santiago Wanderers | Chile     | 1996      |

### Como asistente técnico
| Club          | País      | Año       |
| ------------- | --------- | --------- |
| Independiente | Argentina | 2021-2022 |

### Como entrenador
| Club                          | País      | Año       |
| ----------------------------- | --------- | --------- |
| Potros Zitácuaro              | México    | 2003      |
| Independiente (interino)      | Argentina | 2004      |
| Olmedo                        | Ecuador   | 2005      |
| Coatzacoalcos                 | México    | 2006      |
| Veracruz                      | México    | 2006-2007 |
| Chacarita Juniors             | Argentina | 2008      |
| Juventud Antoniana de Salta   | Argentina | 2010      |
| San Martín de Tucumán         | Argentina | 2011-2012 |
| Tiro Federal de Rosario       | Argentina | 2012-2013 |
| Platense                      | Argentina | 2013      |
| Flandria                      | Argentina | 2014      |
| Tristán Suárez                | Argentina | 2015-2016 |
| Güemes de Santiago del Estero | Argentina | 2016      |
| Argentino de Quilmes          | Argentina | 2017-2021 |
| Dock Sud                      | Argentina | 2022      |
| Independiente                 | Argentina | 2023      |

## Palmarés

### Como jugador

#### Campeonatos nacionales
| Título           | Club          | País      | Año  |
| ---------------- | ------------- | --------- | ---- |
| Primera División | Independiente | Argentina | 1983 |
| Primera División | Independiente | Argentina | 1989 |

#### Copas internacionales
| Título                | Club          | Sede      | Año  |
| --------------------- | ------------- | --------- | ---- |
| Copa Libertadores     | Independiente | Argentina | 1984 |
| Copa Intercontinental | Independiente | Japón     | 1984 |

### Como entrenador

#### Campeonatos nacionales
| Título    | Club                 | País      | Año  |
| --------- | -------------------- | --------- | ---- |
| Primera C | Argentino de Quilmes | Argentina | 2019 |